# LXDE
LXDE (viết tắt của Lightweight X11 Desktop Environment) là một môi trường desktop tự do nguồn mở cho các hệ thống UNIX và tương tự Unix tương thích với POSIX, với yêu cầu tài nguyên tương đối thấp. Điều này làm cho nó đặc biệt phù hợp để sử dụng trên máy tính cá nhân giống như netbook hay máy tính SoC. LXDE tiết kiệm năng lượng và chạy nhanh.. Có thể phát triển LXDE trên nhiều phiên bản khác nhau của Linux như Ubuntu hay Debian. Do vậy, những ứng dụng có thể chạy trên các hệ điều hành này sẽ hoạt động với LXDE. LXDE hiện đã đang hỗ trợ nhiều kiến trúc bộ vi xử lý trong đó có các kiến trúc của Intel hay MIPS. Nhóm phát triển LXDE cũng có kế hoạch chuyển môi trường desktop sang một kiến trúc phần cứng khác như ARM vốn thường được dùng trong các thiết bị nhúng như điện thoại di động.

## Tổng quan

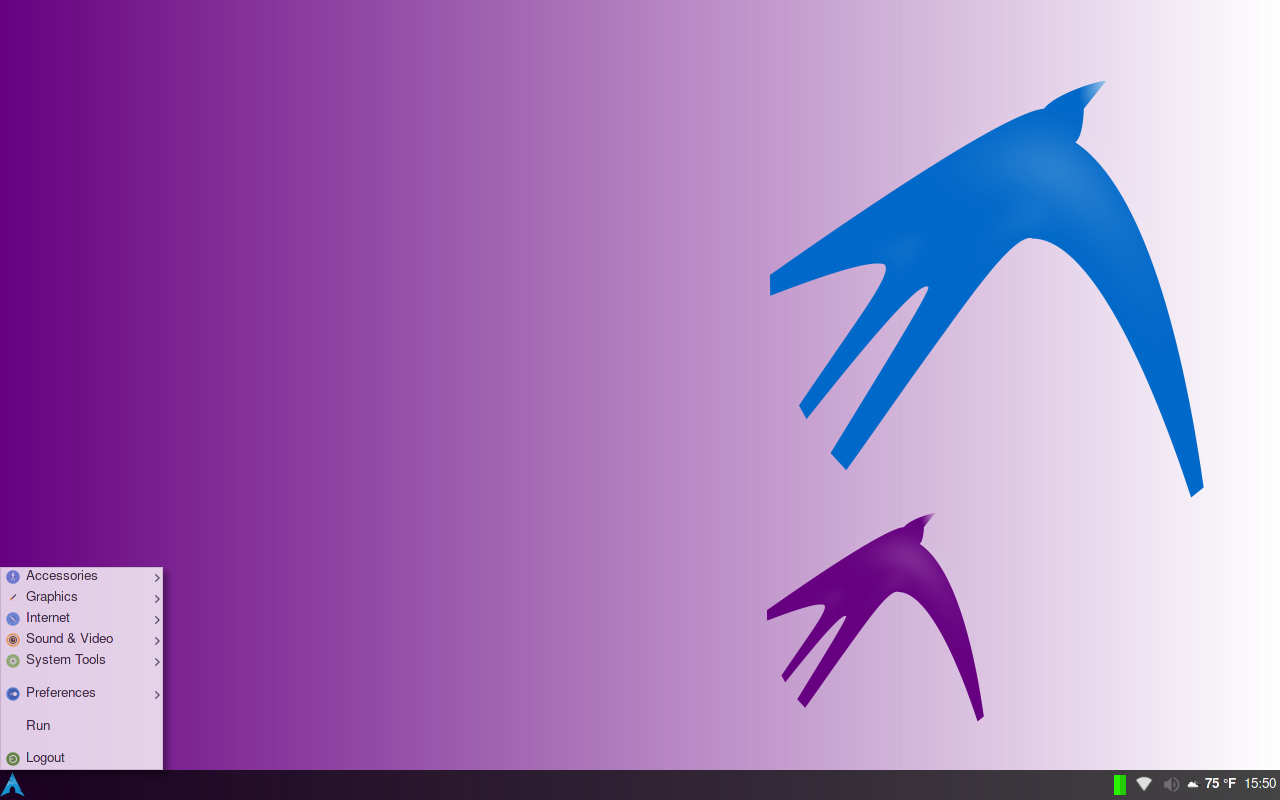
Màn hình desktop LXDE trên Arch Linux

LXDE được viết bằng C, dùng bộ công cụ GTK+ 2, và chạy trên Unix và các hệ thống tương thích POSIX, ví như Linux và BSD. Dự án LXDE nhằm cung cấp một môi trường desktop nhanh và tiết kiệm năng lượng.
Năm 2010, các thử nghiệm cho thấy LXDE 0.5 có mức sử dụng bộ nhớ thấp nhất trong bốn môi trường máy tính để bàn phổ biến nhất thời bấy giờ (các môi trường khác là GNOME 2.29, KDE Plasma Desktop 4.4, và Xfce 4.6), và nó tiêu thụ ít năng lượng hơn, điều này cho thấy máy tính di động với các bản phân phối Linux chạy LXDE 0.5 đã làm hết pin của chúng với tốc độ chậm hơn so với các bản phân phối có môi trường máy tính để bàn khác.
LXDE là môi trường desktop mặc định của Knoppix, LXLE Linux, và Peppermint Linux OS - và một số các bản phân phối khác. Trong nhiều năm, nó là desktop cho Lubuntu cho đến khi bị thay thế bởi LXQt năm 2018. Ngoài ra, desktop PIXEL của Raspbian (hệ điều hành chính thức của Raspberry Pi) là phiên bản sửa đổi cao của LXDE.
LXDE sử dụng các bản phát hành rolling releases cho các thành phần riêng lẻ của nó (hoặc cho các nhóm thành phần có phụ thuộc được ghép nối). Trình quản lý của sổ mặc định là Openbox, nhưng người ta có thể định cấu hình trình quản lý cửa sổ của bên thứ ba để sử dụng với LXDE, ví dụ như Fluxbox, IceWM hay Xfwm.
LXDE bao gồm mã được cấp phép GPL cũng như mã được cấp phép LGPL.

## Lịch sử
Dự án được bắt đầu năm 2006 lập trình viên người Đài Loan Hong Jen Yee (tiếng Trung: 洪任諭; bính âm: Hóng Rènyù), còn gọi là PCMan, khi ông phát hành PCManFM, một trình quản lý file mới và mô-đun đầu tiên của LXDE.

So sánh bảng xếp hạng phân phối của DistroWatch vào đầu tháng 1 năm 2011 cho năm 2010 so với năm 2009, Ladislav Bodnar lưu ý sự gia tăng mức độ phổ biến của LXDE so với các môi trường máy tính để bàn khác. Ông nói: 
Nhìn qua các bảng, một điều thú vị là sự gia tăng của các bản phân phối sử dụng máy tính để bàn LXDE nhẹ, nhưng đầy đủ tính năng hoặc trình quản lý cửa sổ Openbox. Ví dụ, giờ đây, Lubuntu thoải mái đánh bại Kubuntu về lượt truy cập trang, trong khi CrunchBang Linux, một bản phân phối nhẹ với Openbox vẫn nằm trong top 25 mặc dù nó không tạo được bản phát hành ổn định trong hơn một năm. Nhiều bản phân phối khác bắt đầu cung cấp các phiên bản dựa trên LXDE cho các sản phẩm của họ, góp phần tăng thêm sự phổ biến của môi trường desktop tương đối mới này.

### Qt port
Không hài lòng với GTK+ 3, Hong Jen Yee đã thử nghiệm với Qt đầu năm 2013 và phát hành phiên bản đầu tiên của PCManFM dựa trên Qt ngày 26 tháng 3, 2013.
Ngày 3 tháng 7, 2013 Hong đã công bố một port Qt đầy đủ của cả bộ LXDE, và vào ngày 21 tháng 7 Razor-qt và LXDE thông báo rằng họ sẽ hợp nhất hai dự án. Việc sáp nhập này có nghĩa là phiên bản GTK+ và Qt sẽ cùng tồn tại trong một thời gian nhưng cuối cùng, phiên bản GTK sẽ bị loại bỏ và mọi nỗ lực tập trung vào port Qt.

## Các phần mềm thành phần của LXDE
Không giống như các môi trường desktop lớn khác như GNOME, các thành phần của LXDE có ít phụ thuộc và không được tích hợp chặt chẽ. Thay vào đó, chúng có thể được cài đặt độc lập với nhau hoặc với chính LXDE.
| Thành phần                                           | Mô tả                                                                                     | Ghi chú                                                        |
| ---------------------------------------------------- | ----------------------------------------------------------------------------------------- | -------------------------------------------------------------- |
| PCMan File Manager                                   | Trình quản lý file                                                                        |                                                                |
| LXInput                                              | Công cụ cấu hình chuột và bàn phím                                                        |                                                                |
| LXLauncher                                           | Trình khởi chạy ứng dụng chế độ dễ dàng                                                   |                                                                |
| LXPanel                                              | Desktop panel                                                                             |                                                                |
| LXSession                                            | X session manager                                                                         |                                                                |
| LXAppearance                                         | Chuyển đổi giữa các theme GTK+                                                            |                                                                |
| GPicView                                             | Trình xem ảnh                                                                             |                                                                |
| LXMusic                                              | Một frontend cho trình đa phương tiện XMMS2                                               |                                                                |
| LXTerminal                                           | Giả lập Terminal                                                                          | LXTerminal có thể được cấu hình để ẩn thanh menu và thanh cuộn |
| LXTask                                               | Task manager                                                                              |                                                                |
| LXRandR                                              | Một GUI cho RandR                                                                         |                                                                |
| LXDM                                                 | X display manager                                                                         |                                                                |
| LXNM                                                 | Lightweight network connection helper daemon. Supports wireless connections (Linux only). | Ngừng phát triển                                               |
| Leafpad                                              | Trình soạn thảo văn bản                                                                   | Không được phát triển bởi dự án LXDE                           |
| Openbox (Fluxbox, IceWM and Xfwm are also supported) | Trình quản lý cửa sổ                                                                      | Không được phát triển bởi dự án LXDE                           |
| ObConf                                               | Một công cụ GUI để cấu hình Openbox                                                       | Không được phát triển bởi dự án LXDE                           |
| Xarchiver                                            | Nén và lưu trữ dữ liệu                                                                    | Không được phát triển bởi dự án LXDE                           |

### Phần mềm
Phần lớn các ứng dụng dành cho LXDE bao gồm các phần mềm mã nguồn mở, miễn phí và tự do. Ngoài ra cũng có một số ít các phần mềm thương mại chạy trên LXDE.
- OpenOffice.org
- Skype
- Firefox
- Thunderbird
- Pidgin
- Synaptic
- Audacity
- SMPlayer

## LXDE Screenshots

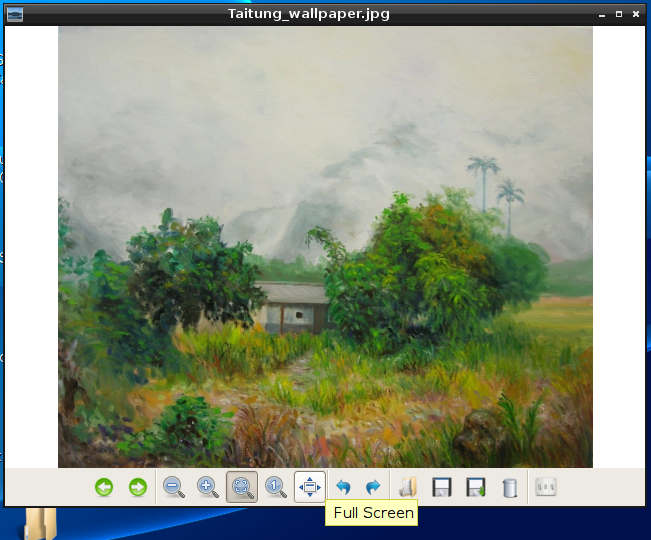
LXDE Picture Viewer
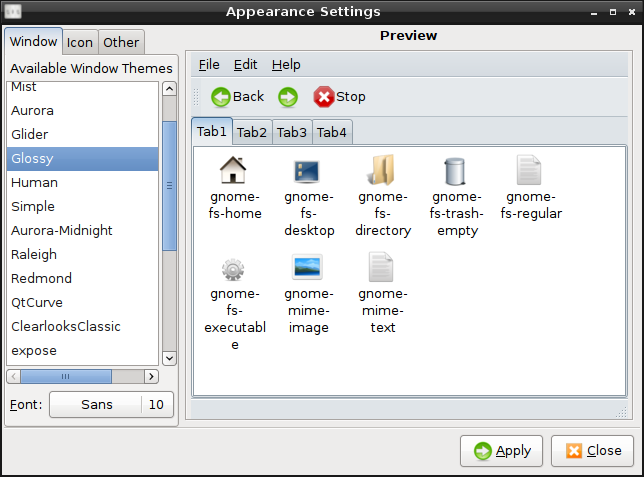
LXappearance
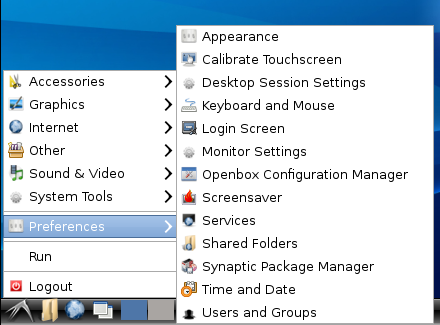
LXpanel
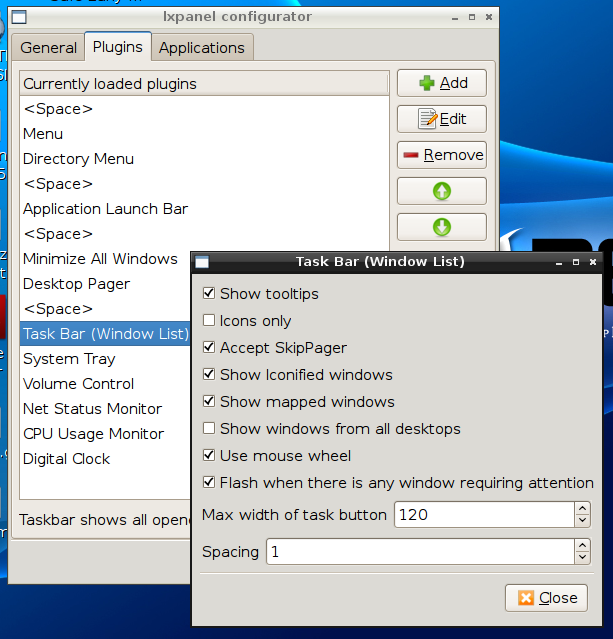
LXpanel Preferences
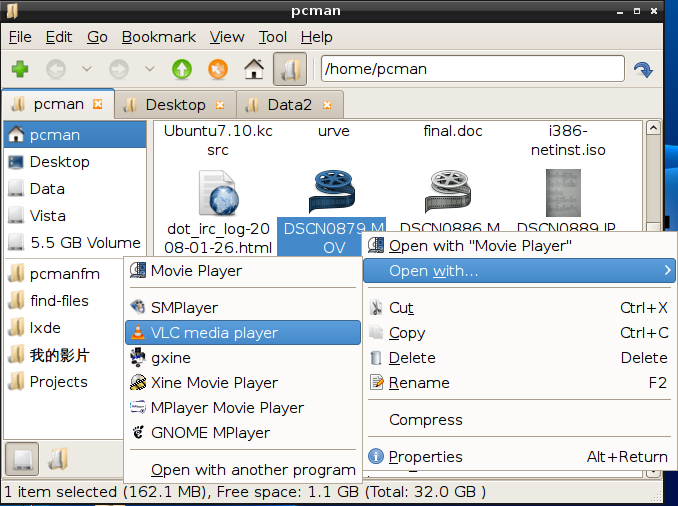
PCManFM
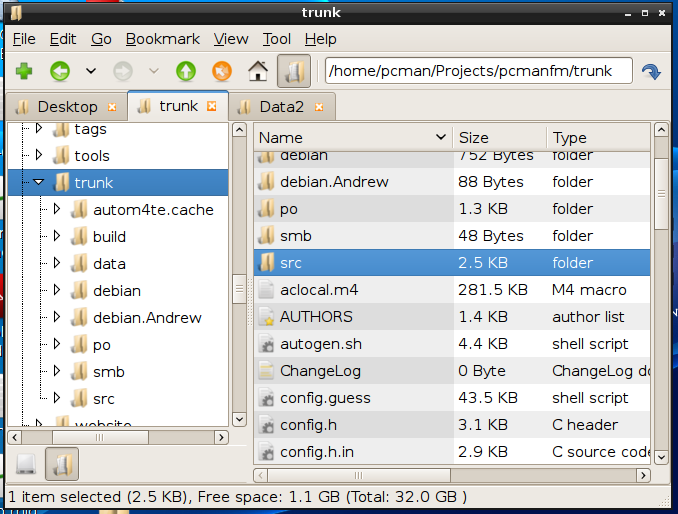
PCManFM
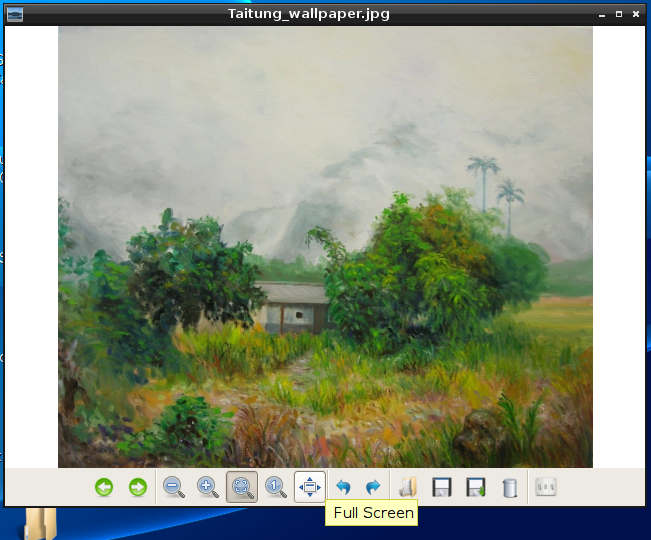
GPicView
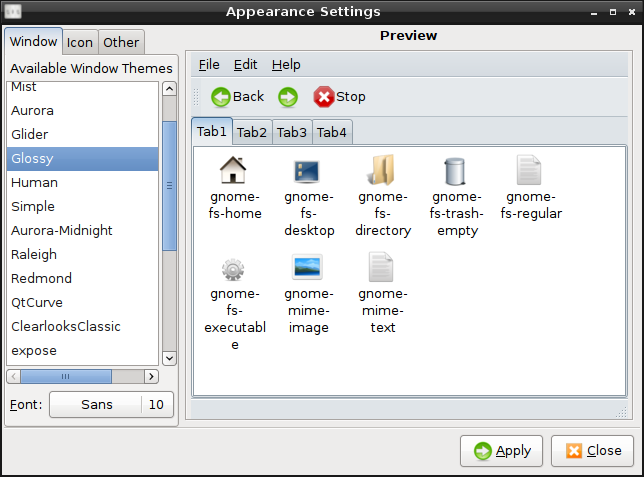
LXAppearance
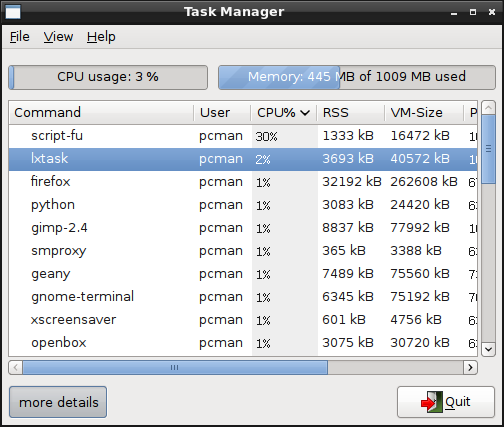
LXTask
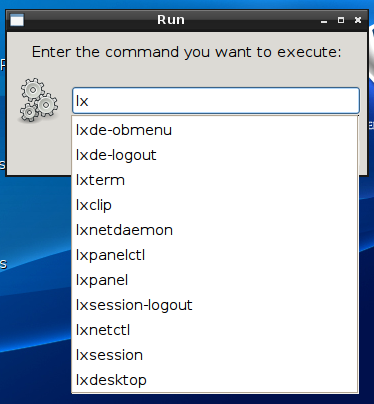
Autocompletion of Panel tasks